# Tribute to Andrzej Przybielski
Tribute to Andrzej Przybielski Volume 1 - premiera albumu miała miejsce 5 listopada 2016 r.  Album dedykowany jest Andrzejowi Przybielskiemu i zawiera zarówno utwory autorstwa muzyka, jak i kompozycje oparte na jego improwizacjach. Wszystkie utwory zostały zaaranżowane na nonet jazzowy. Premiera połączona została z uroczystym koncertem w Miejskim Centrum Kultury w Bydgoszczy.

## Powstanie
W 2016 roku doszło do historycznego wydarzenia - z inicjatywy Macieja Fortuny w miejscu, w którym żył i tworzył Andrzej Przybielski spotkało się sześciu wybitnych trębaczy (Wojciech Jachna, Piotr Schmidt, Marcin Gawdzis, Maurycy Wójciński, Tomasz Kudyk, Maciej Fortuna) oraz sekcja rytmiczna, której członkowie współpracowali z Przybielskim (Grzegorz Nadolny, Grzegorz Daroń, Jakub Kujawa). To tam, w Bydgoszczy nagrali album upamiętniający tego muzyka jazzowego.

## Muzyka
Wszystkie utwory zostały zaaranżowane na nonet jazzowy. Na płycie znajdują się kompozycje związane zarówno z początkami ścieżki artystycznej Andrzeja Przybielskiego, jak i opracowania jego późniejszych utworów, m.in. Motyw Afro, W Arce, Afro Blues, Hey Jack. Album zawiera ponadto zapis rozmowy przeprowadzonej z Andrzejem Przybielskim w bydgoskim klubie Mózg.

## Lista utworów
| 1. | "Afro Blues"      | 08:31   |
|    |                   |         |
| 2. | "Free I"          | 08:07   |
|    |                   |         |
| 3. | "Hey Jack"        | 06:13   |
|    |                   |         |
| 4. | "Free II"         | 04:28   |
|    |                   |         |
| 5. | "Free III"        | 12:34   |
|    |                   |         |
| 6. | "W arce"          | 07:03   |
|    |                   |         |
| 7. | "Motyw afro"      | 06:30   |
|    |                   |         |
| 8. | "Rozmowa w Mózgu" | 12:44   |
|    |                   |         |
|    |                   | 1:06:10 |
|    |                   |         |